# ルナ・H・ミタニ

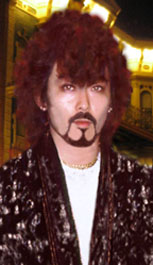
ルナ・H・ミタニ（2007年）

ルナ・H・ミタニ（本名はLuna Hideki Mitani、1963年12月22日 - ）は、北海道釧路市出身、アメリカ国籍の画家・芸術家。

## 人物
19歳で渡欧、オランダ・アムステルダムでファインアートを学び欧州33カ国を回る、現在に至るまで延べ60カ国以上を歴訪し見識を広める。クリエイティブ・ディレクターとしても活動する。コマーシャル・アート（商業芸術）に大きな関心をもち、幅広いジャンルの音楽のCDジャケット制作を手掛ける。
多様な画風を使いこなすが本来の画風はシュルレアリスム。それまでのシュルレアリズムと異なる表現方法として1980年代に認知され始めたメタフォリカルレアリズムを用いる画家の一人である。1990年代に入り独特な色彩と描写、手法を用いる事から新しいシュルレアリズムとされ、それ迄のメタフォリカルレアリズムとは異なり、更に進化を遂げたスタイルとされ「ネオ・シュルレアリスム」（新超現実主義）と呼ばれる。ネオ・シュルレアリスムの第一人者。
画風はその名の通りシュールでリアリティある、繊細で独特の色と描線のコントラストで幻想的。また、手法は今までの画材の常識を超える技法を用いるため、幻想的、かつ神秘的な世界を作り出す。アメリカに於いては1990年代の新シュール画 / シュルレアリズムのアバンギャルド。また、シュール画とは対照的な作風で白黒のペン画 の作品も多く残している。実際、幾つかの記事（雑誌、新聞）の中には「ペン画の天才」と謳うものがある事からも、ペン画 の作品が一定層の人々においてルナ・H・ミタニの作風と云う認識が強いことがうかがえる。また、アメリカに居る画家の多くが何かしらのグルーや組織に所属、加盟する中、ルナ・H・ミタニは何処にも所属せず活動することでも知られているが、この事からも彼のコマーシャル・アートの基盤の強さがうかがえる。その象徴ともいえる一つが、1987年にアメリカを代表するジャズミュージシャンのCDジャケット制作を数多く手掛けたことにある。これは同時に彼の名が一躍、世に知られるようになった切っ掛けの一つともいえる。
これらの活躍が日本でも知られるようになり、代々木アニメーション学院の特別最高顧問を1992年より7年間務めた。また、日本のアニメーションをアメリカに広める為に尽力した一人でもある。現在、アメリカ合衆国カリフォルニア州ロサンゼルス在住。

### 来歴/活動履歴
- 1963年 - 12月22日、日本は北海道釧路市に生まれる。幼少の頃より絵を描くのが大好きな子供であった。
- 1979年 - 1980年、17歳になる頃、自らを取り巻く環境の変化、出来事が自分の生き方を改めて見つめ直すことになる。そして、自らの考えで後悔しない生き方を模索、探求した。このことがすでに工学/理系の進学を決めていたルナの進路、その後の生き方を180度変えることとなった。そしてそれまで趣味であった絵画、絵を描いて行く事こそが、本当に自分が求めるもの、すべき事という答えに行き着きそれを天職と定め歩み始める。
- 1981年 - 日本は北海道紋別市の道都大学・美術学部デザイン学科に入学、在学中オレゴン州立大学（OSU）に短期留学をする。その後、一時帰国するが直ぐに渡欧、一時休学と言う形を取り大学を去るが、その後戻る事はなかった。
- 1982年〜1984年 - 渡欧。自ら真のルネサンスを目指しイタリアに渡る。その後、オランダ・アムステルダムに2年間定住。この間、ヌーマーク・オブ・ファイン・アートにてファイン・アートを学びながら、ヨーロッパ33か国の歴訪で各国の広い分野の様々な人々と交流を持つ、ユニークな人間模様を知り見解を広める。そして修行の為あらゆる手法、画法を試みた。そして、頻繁に美術館に足を運び、あらゆる物から得るべきモノを吸収するための日々を送る。ルナ・H・ミタニの基盤はここにあるとされる（また、渡米後も現在に至る恒例行事として世界中を回りスケッチ旅行を続けている）。
- 1984年 - コマーシャル・アートを学ぶため渡米。同年、12月17日Hollywood Boulevard（ハリウッド大通り）/（現在のHollywood Bl. + Highland Ave./ドルビー・シアターの場所）で自らの存在の確認とアピールのため、「めざめ」（Awakening）と題してパフォーマンス・アート（ダンス）を展開。さらに同年、6912 Hollywood Boulevard（ハリウッドの中心、チャイニーズ・シアターの目の前に位置するビルであり、現在ABC-ch7の人気番組『ジミー・キンメル・ライブ!』が毎晩放映されている事で知られるビルでもある）に " Luna Studio " をオープンした。
- 1985年 - 渡米初の契約、個展をハリウッドの中心にあるRebel Galleryで開催。また、この頃にはすでに奇抜な風貌で独特なファッション、男性でありながら"妖艶"という言葉が似合う容姿、髪は腰迄伸びる長髪、また、意表を突くアプローチ、発言やアート活動をする異色の画家として知られるようになる。
- 1986年 - この年を皮切りに、ハリウッド、ウエストロサンゼルス（West Los Angeles）、ダウンタウン、メルローズ（Melrose Ave., Holywood）、サンタモニカ、ベニスビーチ、ビバリーヒルズ、スタジオシティ（Studio City、Los Angeles）、ウエスト・ウッド（Westwood、Los Angeles）と、ロサンゼルス各地で個展を開いた。なお、この頃からミュージック、エンターテイメント業界において活動が始まる。同年、モナ・ラビンズ・マスクコンテストにて最優秀賞を受賞する。
- 1987年 - ジョージ・ベンソン[1]、ザ・プラターズ[2]、ジョン・コルトレーン、ディジー・ガレスピー, サド・ジョーンズ[3]、ザ・ヤードバーズ[4]、アメリカを代表するジャズミュージシャンのCDジャケットを数多く制作し話題となる、（ITI Records/Allegiance Recordsリリース）、同年 『The World's Greatest Jazz Masters』のジャケット制作にはベニー・グッドマンを描いている、（Design Records リリース）。また、同年秋、ロサンゼルスの月刊雑誌『The Lady』（ザ・レディ: 出版社パイオニアプロモーションイエスト）の表紙を飾る。同年、ウエストハリウッド（Club: a whiskey、Roxy の前）に " Studio Hot Lips " をオープンした。
- 1988年 - ハリウッド・アート・センター (Hollywood Art Center) を卒業。また、同年Japan America Artist Society にて最優秀賞を受賞。ノーマン・ロイの「midnight moods」CD制作、リチャード・ホールの「7th Street」CD制作、ベェネツアの「Memories of Europe」CD制作、スティーブ&ジェフ・ハモンドの「Dry Martini」CD制作、T.C.R.A.の「Always」（Cool Jazz Recordsリリース）ミュージック・テープ/CDジャケット制作。スイングの「JAZZ COLLECTION-1」CD制作、ハンク・ロックマンの「Hiding in my heart」（Design Recordsリリース）のミュージック・テープ/CDジャケット制作。
- 1989年 - シンガポール航空1989、1990年度アジア経由航路のカタログ/パンフレット画、全てを手掛ける。また、映画『カラーパープル』のウイラードE・ピューがLPレコード「I depend on you」をリリースし、プロジェクト関連すべて (CD、Tape、Poster) の制作を手掛ける。同年、CD『The Greatest Trumpeters / Vantage Jazz Collection Vol.3』 のジャケット制作にはバック・クレイトンを描いている（Cool Jazz Recordsリリース）。また、マイケル・ジャクソンの影武者の異名を持つデイズィー・マイメスのCD、Tape、12" record の制作、トパーズのCD、Tape、12" single の制作を手掛ける。また、エコの先駆けであるソーラーエネルギーのUtility Network, Inc.のロゴを制作する（U.S. Navy/Port Hueneme, GreenRoof Los Angelesでも使用されている）。
- 1989年〜1991年 - さらに、この年アメリカ初の日本語英語バイリンガル不動産雑誌がUTB Ch18-2 (以前はKDOC-CH-18) / Pioneer Promotion West 出版の基、限定全36巻とし3年間に渡り出版されることが決定、その全巻の表紙を制作。この時代アメリカでは不動産ブーム、多くの日本人バイヤーが増加を辿る中の日本語英語バイリンガル不動産雑誌の出版は時世に応じたアイテムとし話題となり、更に表紙が写真ではなく絵ということでも注目を集めた。
- 1990年 - チェット・ベイカーの「Albert's House」ミュージック・テープ/CD制作[5]、コール・ジョンソンの「Rainbow Visions」ミュージック・テープ/CD制作[6]、ジャック・リーの「What now」のミュージック・テープ/CDジャケット制作（Par Recordsリリース）、同年CD 『 The World's Greatest Jazz Masters / Vol.2』 のCDジャケット制作にはルイ・アームストロングを描いている、（Design Records リリース）。また、アフリカのレーベル/Emimi Records からブーミィ・アデェシナの12" レコード、ミュージック・テープ、CD がリリースされることとなった、プロジェクトはアメリカでの制作となり、そのすべての制作を手掛ける。アメリカでもこの頃（アメリカでCDが公に紹介されたのは1983年）からレコードからCDへ本格的に移り変わって行き、12" レコードのリリースが激減の時代（しかし、アフリカではまだレコードやミュージック・テープが主流）。また、ハリウッドの象徴の一つであるルーズベルト・ホテルの隣にクラブ・センクチュアリー（Sanctuary）がオープンした。ゲストにはTrip Triger、MX Machine、D.J.には Mike Stewartを迎える大掛かりなイベントであった。この際クラブのロゴを始め、全ての商品のデザインを含め内装のデザインや壁の絵、宣伝関連全てを手掛けた。同年、Rock Review Weeklyにて2週にわたり紹介された。
- 1991年 - ダン・モリテ（Par Recordsリリース）ミュージック・テープ/CDジャケット制作、ハイランド・プロジェクト（Spindletop Recordsリリース）のCDジャケット制作[7]。また、ウイリー・マローンの12" レコード制作、ロビンソン・ファミリーの12" レコード制作（Kon Kord Recordsリリース）、レオの「Ex lover」ミュージック・テープ/CDジャケット制作、ロバート・フアンカーの「I'm falling」（Emimi Recordsリリース）ミュージック・テープ/CDジャケット制作。また、日本においてはゴルフダイジェスト社の 『ゴルフダイジェスト』秋・冬版増刊号が出版され、その表紙を手掛けた。通常ゴルフ雑誌の表紙といえばゴルファーの写真／絵が多い中、描いた作品はゴルフクラブのセット、女性の足、トランクを積んだ車というイメージの意表を突く一冊で話題となった。また、シュガー出版/造形社から今、ホットなアーティストの作品を紹介した画集「show」が出版、数点の作品が掲載されている。
- 1992年 - Spritzer 主催アルバカーキーのバルーン・フェステバルのポスター、POP 制作。Par Recordsよりリリースされた、クルセイダーズのウェイン・ヘンダーソンのポスター&ミュージック・テープ/CDジャケット制作[8]、プランキーの「One world one music」（J.P.B. Recordsリリース）ミュージック・テープ/CDジャケット制作、ジョーカー・キャスティの「Break down」ミュージック・テープ/CDジャケット制作、ザ・リップスの「Shot me」（Mharton Recordsリリース）のCD制作、また、ハリウッドの大手エンターテーメント会社/ニューマン・ウォルカーアソシェイトの依頼でライチャス・ブラザーズ/The Righteous Brothers の広告画を制作。また、映画制作会社Filmor International, Inc.から10号サイズ5枚、15号サイズ1枚の画依頼を受け制作する、これはハリウッドから日本にて“時の人”への贈呈が目的であり、そのリストには浪越徳治郎、北野武、アニマル・レスリーがある。15号の画は翌年の皇太子結婚の祝い贈呈の為制作された。同年末、" Studio Hot Lips " を Studio City （Laurel Cyn. + the South of Ventura）に移転する。
- 同年代々木アニメーション学院の特別最高顧問に抜擢、就任。就任時、学院主催/数人の映画監督・プロデューサー協賛でルナH.ミタニ・アート展が開催された（また、その後同学院が音楽科を設けるがその際人材確保のため、人脈、アドバイスに一躍支う）。
- 1993年 - IT大手のCal Abco、および姉妹会社 Reval、Legend の新製品のすべてのパッケージを制作。CDジャケット制作として、オスカー・スノーの「Just the way you are」（Sanctum Recordsリリース）のCD制作。また、同年、異名 "100万人の声" を持つ男のルー・デービス／I'm in love with the girl next doorのCDジャケット制作[9]。年末にはcoby-Publisherにて、ペン画のポストカード（50点）が出版、販売開始から一か月で略完売した。
- 1994年 - コンコードレコードVolume-1のCD製作[10]や第二弾、ルー・デービス／Hard to live without youのCDジャケット制作。シンクタンクの「Nice breeze after 7」（Speciality Recordsリリース）のCD制作。また、ジャズ・ギターリスト/リチャード・スミスのカリフォルニア・カタリナ島ジャズ・コンサートのポスターをはじめ、すべての商品用原画制作。日本においては銀座、原宿で個展開催、同時に初となるリミッテド・エデッション/版画がリリースされた。また、この個展でそれまでの作品の原画の7割が絵画を趣味とする政治家、実業家、絵画コレクターの手に渡ったとされる。また、多くのマスメデァを始め、日刊ゲンダイ、日刊スポーツ、毎日新聞等でも取り上げられアメリカでの活躍を紹介した、TVでは『王様のブランチ』（TBS）で紹介された。また、この年アルファレコードより本格派と言われるミュージシャンCD企画が立ち上げられ、佐藤博ベスト[11]、吉田美奈子ベスト[12]がリリースされ、このCDジャケット制作を手掛ける。同年、東芝EMIからプリンス のジャズ・バージョンの第2弾としてグラミー賞受賞のボブ・ベルデンスのプリンス・プロジェクトが立ち上げられリリースとなった、このCDジャケット制作を手掛ける[13]。
- 1995年 - アメリカ・アパレル大手Gramicci（グラミチィ：サンタナが愛用していることで知られる）のカタログ画, 数百点すべてを手掛ける。同年、アメリカ三大電話会社の一つスプリント・ネクステル主催による、各国の文化交流を目的とし「アメリカン・ドリーム/夢を掴んだ人達」と題して特別講演会が行われ、その講演者の一人。また、第3弾となるルー・デービス/You are my honey pooのCDジャケット制作[14]。サウスサイド・プレイヤーズのCDジャケット制作。また、日本においては、この頃から日本のテレビ番組（TBS）にも度々作品が効果的に使用されるようになる。
- 1996年 - JMG の「The Story Teller」（Zoom/springhill Recordsリリース）のミュージック・テープ/CDジャケット制作。また、1990年代に入りインドのコンピューター・ハード会社のアメリカ進出が目立つ中、著しく成長を遂げたのがQPS（カナラ・テクノジー）、このQPSの初めての新製品/CD-Drive のパッケージ画も制作している。また、DVD制作/デザイン・アドバイザーとして、Wanner Bros（ワーナー・ブラザース）リリースのDVD/アーノルド・シュワルツエッガー主演のEraser（イレイザー）制作[15]。雑誌 " Voga " で人物紹介、作品が掲載される[16]。同年末、元WBA世界ヘビー級チャンピオンマイク・タイソンが復活を託しRevenge（復讐）と謳いテーマソングを 制作、収録はラスティー・ジャクソンのCD「Those Daisy Dukes」（Kon Kord Recordsリリース）[17]このプロジェクトを手掛ける。日本においては3回目となる日本での個展を再び銀座にて開催。（TBS）の東芝日曜劇場新春スペシャル番組"わからない"の中でストーリーの一部としてメインカットを飾った[18]、此の時の作品は1994年のリチャード・スミスのプロジェクトで描いたwhite guitarが使用された。
- 1997年 - 4回目となる日本での個展を北海道札幌パークホテルにて開催、同時に札幌の人気アミューズメント・LA Racing Pole Position の壁画70メートルの制作（Ref：ロゴ、ポスター数点含む）を手掛け、多くのメディアが取材に訪れた。その後、街頭のポスターが次々に盗まれると言う事件が起き更に話題となった関係者は人気のバロメーターと喜んだと言うエピソードもある。同年、元WBA世界ライトフライ級チャンピオン（元プロボクサー）渡嘉敷勝男が、渡嘉敷ジム/Tokashiki Gymを開設、ジムのロゴ製作を手掛る。また、日新製鉄が鉄に印刷可能と言う新素材を発表するが、この際のモデルアートとして使用される。その後もモデルアート／サンプル作品は日新製鉄/ギャラリーに展示されている。さらにNHKの連続テレビ番組でも効果的に作品が使用される。ビショップ・ラリー・ハドソン[19]、Valerie[20]、グレッグ・ベーコン[21]のCDジャケット制作。スティングのリミテッド・エディション制作。
- 1998年 - TDC interactive publishing（教材出版社大手）が " A Survey of Western " （多数Awardを受賞）と題して学習／教材DVDシリーズをリリース、Don Quixote （ドンキホーテ） のジャケット制作、パンフレット制作を手掛ける[22]。KDOC-18/UTB (TV) 制作、アメリカ / ロスアンゼルスで成功を収め、最も影響力のある人物をドキュメンタリーで紹介するテレビ番組『ヒューマン・ギャラリー』にて紹介される。同年、雑誌 " Lighthouse " でも紹介される[23]、また、雑誌 " Voga " にて「最も影響力のある人物たちベスト20」として再び取材を受ける[24]。また、同年アメリカの人気アウトロー雑誌 "ミッドナイト・グラフィティ"（Midnight Graffiti） の表紙も手掛ける。また、" Studio Hot Lips " を Sherman Oaks に移転する。
- 1999年 - 前アメリカ大統領ビル・クリントンからアメリカの音楽への功績を称えられ感謝状が送られた（クリントン大統領は自らもサキソフォンが趣味と言うほど音楽、特にジャズを愛しその理解があることで知られる人物）。それまでの音楽業界への功績の誉れを受けた出来事である。2月9日、特別な理由もなく突然トレードマークとされていた長髪を切り関係者を始め周りを驚かせる（髪の長さは4フィート=約120cmあった）。
- 2000年 - アメリカでの初となるリミッテド・エデッション/版画がリリースされ（C.T.C. Publisher）、リリース2週間で完売する。美術雑誌 "Art Business News"、"Art World News"、"Decor"、"Art Trend"で紹介される。コマーシャル・アートの域のみならず、美術界にも浸透。また、音楽雑誌 "BRE" や England / 英国の音楽雑誌 "in the basement" や "Voices"、フィンランドの音楽雑誌 "Soul Express" でもCD制作を通しての画家/クリエーティブ・ディレクターとして紹介される。セレナーデのCDジャケット制作。日本においてはブルース・リー関連の書籍『格闘ボディの作り方』が福昌堂（出版社）から出版され、その表紙の制作を手掛けた。
- 2001年 - クィーン・イザベラ（Kon Kord Recordsリリース）のCDジャケット制作。日本においては、日本衛星放送株式会社WOWOWのSound EZ で、2か月間に渡り数十点の絵が放映された。
- 2002年 - Finis Tasby / フィニス・タスビー（ジョン・リー・フッカー John Lee Hooker の愛弟子で有名/Kon Kord Records）がA Tributo to J. L. Hooker と題してCD をリリース、コーラスに J. F. Hooker の愛娘 / Zakiya Hooker 参加のプロジェクトでジャケットはJohn Lee Hooker のフェイスが掲載された。このCDジャケット制作を手掛ける。
- 2003年〜2004年 - ボビー・ウォーレンの CD制作「Make me yours」（Kon Kord Recordsリリース）、そして再び100万人の声/ルー・デイヴィスの第4弾 「Heaven has sent me your love」（Kon Kord Recordsリリース） CD制作[25]、スウェーデン出身の女性R&Bシンガー/パティ・ステアリング の「Bettin' on you」のCDジャケット制作、スピリアル・バンド「without my man」のCDジャケット製作、M. スパイヴィの CD & DVDジャケット制作。
- 2004年 - スマトラ沖地震、インド洋大地震の際、某NGO団体を通し版画3種/150点を寄付。また、日本においては福昌堂（出版社）がコミュニケーションと癒やしを主旨とした新雑誌 " FEALY " を創刊、表紙を制作。表紙の仕上げは手塚治の「火の鳥」とのコラボレーションで話題となった[要出典]。また、記事としても特集として全13ページのカラーグラビアで紹介された。これを切っ掛けにアート以外の一面や多くのエピソードなども紹介されている。また、他の一面として鰐皮製品やアンティークのコレクターである事も大きく取り上げられ鰐皮製品好き/アンティークコレクターとしても知られるようになる。
- 2005年 - 「ハリケーン・カトリーナに捧げる」と題して「ラブ & ハピネス」をチャック・ストロングがティームレコードからリリース、このプロジェクトも手掛けた。また、某NGO団体を通しエデッション（ペン画）5種/250点を寄付。その他ブルースのボビー・ウォーレンがコンコードレコードからの第2弾「I Slipped up」の制作。そして、この年日本のインスパイヤーエンターティメントと契約、同年12月、元南こうせつプロデューサー協力、元ジャズフェスティバル・マウント富士のプロデューサー、B'z の元プロデューサー、主催の基、日本において5回目となる個展を渋谷のT's にて「Grace Passage Tour 第一章」と題して開催、今までと異なるのは版画を中心とした展示会で40点以上の版画を展示した。この個展/展示会はインターネットにて宣伝をした事もあり、全国から来客があった事も今までとは一味違う展示会であった。同年末、2005年の週刊朝日最終号のカラーグラビアで彼の記事が掲載され多くの反響を得た。同年末には、Michael Brownのcan u feel me(Kon Kord Records)のCDカバーの制作。
- 2006年 - 再びボビー・ウォーレン第三弾 「Pioneers & Legends」の制作に参加、この作品のCDカバーにはタイトルに相応しくアレサ・フランクリン、レイ・チャールズ、[ザ・クラフターズ]、[ザ・インプレッションズ]とアメリカ音楽界の人間国宝が共にジャケットを飾っている。また、日本からは北海道札幌の雑誌 " Wing Sapporo " で異例の2号に渡りカラーグラビアで紹介される。そして秋に入りブルースのレジンド/ザ・カーターブラザーズのCD「Singing the blues」を制作。また、現在経済成長の著しい中国、その中国の大連にて、日本人の著名な世界名画・絵画コレクターが大展示会を開催、その展示された画家の一人。
- 2007年 - ブルースのレジンド/カグラー・ホラルド「Shadows are blue」、ゴスペルのレジンド/パターソン・ツインズ「Take me higher」のCDジャケット制作。また、この年、アメリカ人でも限られた数の人のみが経験するJury Duty（陪審員）12人に選ばれ責務を果たすという経験をし、改めてアメリカが移民の国であり非常にプラクティカルな人間が多いことを実感したという。同時に自らの発言の影響力、自分が非常に柔軟性ある思考の持ち主であること、芯から真のアーティストであることを再確認したという。この経験が、その後の作品に影響することになる。同年、日本において雑誌 " Insight "（インサイト） で「感性を磨くとは？」と題して特別インタビュー記事が掲載、紹介される。また、この頃から画家本人、関係者の認識しないエデッションのコピーやカレンダーが市場に出回るようになる。
- 2008年 - ペンシルベニア州の人気R&Bシンガー/ラスティー・ジャクソンのCD/「It must be love」（Kon Kord Recordsリリース）、ミシシッピーのゴスペル・バンド/クリスタル・クレー・アンド・ザ・スターズ・オブ・フェィスの「Come see about me」（Kon Kord Recordsリリース）、等のアルバム制作プロジェクトを手掛ける。ロスアンゼルスのエンシノとターザナにて個展開催。
- 2009年 - R&B/ブルースシンガー/ロバート・ヤングブラッドのCD/「Change gonna come」をリリース、このCDジャケットを制作。またこの中には大統領バラック・オバマに捧げる「A CHANGE IS GONNA COME」も収録されている（Kon Kord Recordsリリース）。ロスアンゼルスのシャーマンオークスにて個展開催。
- 2010年 - 「Neosurreal Artists」がLLC Publising より出版され紹介される。また、コンコードレコード会社がFMステーション/チャンネルにて放送を開始、この番組制作に当り全てのクリエイティブ・ディレクション／アートを手掛ける。同年秋に個展「シャガールとルナ」をSherman Oaks にて開催。
- 2011年 -「Japanese American Artists」がLLC Publising より出版され紹介される。また、ザ・パターソン・ツインのEstus Pattersonの初ソロ・アルバム「The lord's been good to me」をリリース、その後BMA MUSIC AWARDSにて1st place awardを受賞する。直後、アルバム「The lord's been good to me」Part IIをリリース、この両CDジャケットを手掛ける。また、ラステー・ジャクソンの「Baby Can I Get Some?」のCDジャケット（Kon Kord Recordsリリースとしては第３弾となる）も手掛ける。また、「Japanese American  Artists」がLLC Publising より出版される。さらに書籍「Luna H. Mitani」がAlphascript Publising より出版される。
- 2012年 - 年明けブロ・エスタス・パターソンのCD/「Jesus love you more than a 1000 ways」をリリース、また、同年秋には再び、ブロ・エスタス・パターソンのCD「Lying on me」がリリースされ、ジャケットを手掛ける。
- 2013年 - R&B/ブルース本格派女性シンガー/ジョンニッタのCD/「Do you believe」がリリースされ、このCDジャケットを制作を手掛ける。往年のR&Bシンガー、サミー・ヴィイのCD「Come and get your love」がリリースされ、そのジャケットも手掛ける。また、この年の12月22日は50歳のバースデーを迎えるに当たり、アメリカ3大テレビ局のABCーTVがToday's Birthdayにて、それを祝うニュースが放送された。
- 2014年 - Kon Kord Recordsリリース、クリスマス・スペシャクプロジェクト　"2014 Christmas Special Gospel Triple Duet "(Kon-8044-s)このCDジャケットを制作を手掛ける。又、female Gospel LegendのDorothy Cageが "Music is soul"CDジャケットをリリース、このジャケットも手掛ける。同年、EZ Pattersonの”Lift Jesus up”をKon Kord Recordsからリリース、このCDジャケットも制作を手掛ける。
- 2015年 - EZ Pattersonが　”What ever you want me to do”をKon Kord Recordsからリリース、、(Kon-1246-s)このCDジャケットの制作を手掛ける。同年、カリフォルニア州アンテ・バレーの人気ゴスペル三人組女性バンドの4 your glory が"Ready for hit return"をKon Kord Recordsからリリース、このCDジャケットも手掛ける。
- 2016年 - Kon Kord RecordsからCornbreadの"One of us is making love"(Kon-3888)リリース、このCDジャケットの制作を手掛ける。同年、EZ Patterson が”I can see clearly”をリリース、このCDジャケットも手掛ける。
- 2017年 - Kon Kord RecordsからEZ Pattersonが”You're Taylor made for me”をリリース、このCDジャケットを手掛ける。
- 2018年 - 100万人の声/ルー・デイヴィスの第５弾 "Heaven has sent me your love" No. 2の（Kon Kord Recordsリリース） CD制作を手がける。(KON-0033−２)]
- 2019年 - Kon Kord RecordsからEZ Pattersonが”If you ever change your mind”をリリース、このCDジャケットを手掛ける。同年、Rue DavisがSpecial Tribute Song "Blues a tribute to John Lee Hooker"をKon Kord Recordsからリリース、このCDジャケットも手掛ける。
- 2020年 - アメリカ南部出身の人気女性カントリー・シンガー、歌姫のDana Elliottが”Irreplaceable”(Kon-0517)をKon Kord Recordsからリリース、このジャケット制作も手掛ける。
- 2023年 - Kon Kord Recordsリリース、"September Love Volume-1" 2023 version(KKVL-1)このCDジャケットを制作を手掛ける。
- 2024年 - EZ Pattersonが　”Ways of Love”をKon Kord Recordsからリリース、(Kon-2020)このCDジャケット/LPジャケットの制作を手掛ける。

## 代表作
- Classic Illusion
- Crystal Soul
- Urban Night (NY Times Square)
- Glory & Defeat
- Camouflage
- Golden Gondola Memories
- Wonder Crescent
- Snow Church
- Midnight Graffiti
- Dixie Road
- Trumpet Deja vu
- Eres muy Bonita
- Muy Caliente
- Twilight Zone I
- Twilight Zone II
- Emerald Fantasy I
- Emerald Fantasy II
- Saxophone's Dream (Secret Place)
- Saxophone's Whisper
- The Longest Night
- Dream Island
- Manhattan Sunrise I
- A Desert Island
- Flower Fantasy
- Lovers
- Purple Concert
- Tears in the Sunset
- Hour of Love
- Daisy Dukes
- Suspension Bridge
- Summer Breeze
- Seduction of Nature
- Morning Glow
- Faraway
- Long Daybreak
- Song for the Sunset
- New York Serenade
- Breath of Wind
- Daydream
- Strings Wonder Trip
- Space Cycle
- Island Symphony
- The Shadow of Silence
- Hourglass Fantasy
- Lunanimal Dance
- Russian Roulette
- Surging Whisper
- Innovation
- Arizona Dream
- Palm Tree Serenade
- Over the Wave
- Midnight Conversation
- Nostalgic Days